# Харків-Ліски
Харків-Ліски — залізнична станція на території Харкова. Є сортувальним парком станції Харків-Вантажний.